# Eriopygodes nexa
Eriopygodes nexa là một loài bướm đêm trong họ Noctuidae.